# روكي كورديرو
روكي كورديرو (بالإسبانية: Roque Cordero) هو معلم موسيقى وملحن وأستاذ جامعي بنمي، ولد في 16 أغسطس 1917 في مدينة بنما في بنما، وتوفي في 27 ديسمبر 2008 في دايتون في الولايات المتحدة.

## وصلات خارجية
- روكي كورديرو على موقع IMDb (الإنجليزية)
- روكي كورديرو على موقع الموسوعة البريطانية (الإنجليزية)
- روكي كورديرو على موقع ميوزك برينز (الإنجليزية)
- روكي كورديرو على موقع أول ميوزيك (الإنجليزية)
- روكي كورديرو على موقع ديسكوغز (الإنجليزية)